# Warschau-Berliner Urstromtal

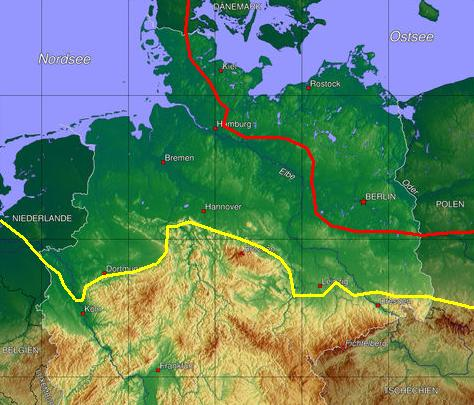
Maximale Eisrandlage (Brandenburger Stadium) der Weichsel-Kaltzeit in Norddeutschland (rote Linie)
größte Ausdehnung der Vergletscherung der älteren Saalekaltzeit (gelbe Linie)

Das Warschau-Berliner Urstromtal ist eine Talniederung von Warschau über Sochaczew, Łowicz, Dąbie, Koło, Konin, Ląd, Pyzdry, Rogalin, Mosina, Obra, Zielona Góra, Eisenhüttenstadt, Berlin und Falkensee bis nach Friesack. Westlich von Friesack vereinigt sich dieses Urstromtal mit dem Thorn-Eberswalder Urstromtal. Die vereinigten Täler münden bei Havelberg in das Elbe-Urstromtal.

## Geologie
Das Warschau-Berliner Urstromtal entstand im periglazialen Klima des Pleistozäns durch eisrandparalleles Abfließen der Schmelzwässer der Gletscher während der Frankfurt-Phase der Weichsel-Kaltzeit etwa von 22.000 bis 20.000 v. Chr. und ist damit das zeitlich wie geographisch mittlere der drei großen weichselzeitlichen Urstromtäler in Brandenburg sowie in Polen. Auch die Schmelzwässer der jüngeren Pommern-Phase nutzten um 18.000 bis 15.000 v. Chr. die Talung als Abflussbahn nach Nordwesten in Richtung Elbe zur Nordsee.
Die Blockierung der Flüsse im Norden durch den Kontinentalgletscher verursachte eine Breite des Tales von bis zu 20 Kilometer. Es besitzt einen flachen Grund, auf dem sich oft mehrere Kilometer breite Torfflächen befinden.
Die Mächtigkeit des Talsandes beträgt überwiegend mehr als 10 und teilweise sogar über 20 Meter. Dieser Sand lagert auf den Sedimenten der Saale-Kaltzeit und ist in den oberen Lagen fein- bis mittelkörnig, zum Teil schwach schluffig. Mit zunehmender Tiefe wird er gröber und enthält hier häufig kiesige Beimengungen.

## Landschaften

### Polen

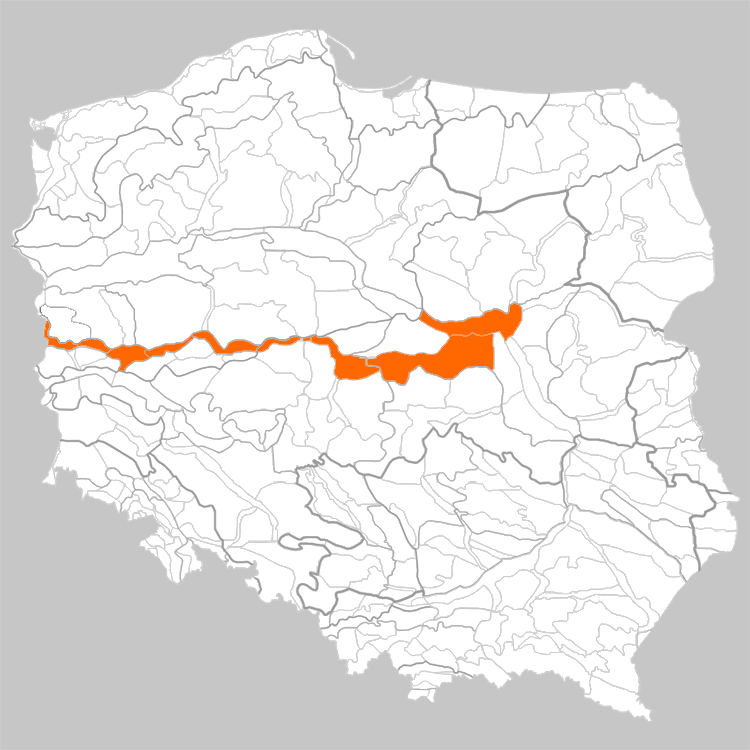
Der polnische Teil des Warschau-Berliner Urstromtals

Im polnischen Teil des Warschau-Berliner Urstromtals liegen folgende Landschaften:
- Makroregion 315.6 Warthe-Oder-Urstromtal [4]
  - Mezoregion 315.61 Mittleres Odertal [5]
  - Mezoregion 315.62 Kargowa-Becken [6]
  - Mezoregion 315.63 Mittleres Obratal [7]
  - Mezoregion 315.64 Śrem-Becken [8]
- Makroregion 318.1-2 Südliches großpolnisches Tiefland [9]
  - Mezoregion 318.13 Konin-Tal [10]
  - Mezoregion 318.14 Koło-Becken [11]
- Makroregion 318.7 Zentralmasowisches Tiefland [12]
  - Mezoregion 318.72 Łowicz-Błonie-Ebene [13]
  - Mezoregion 318.73 Warschauer Becken [14]

### Deutschland

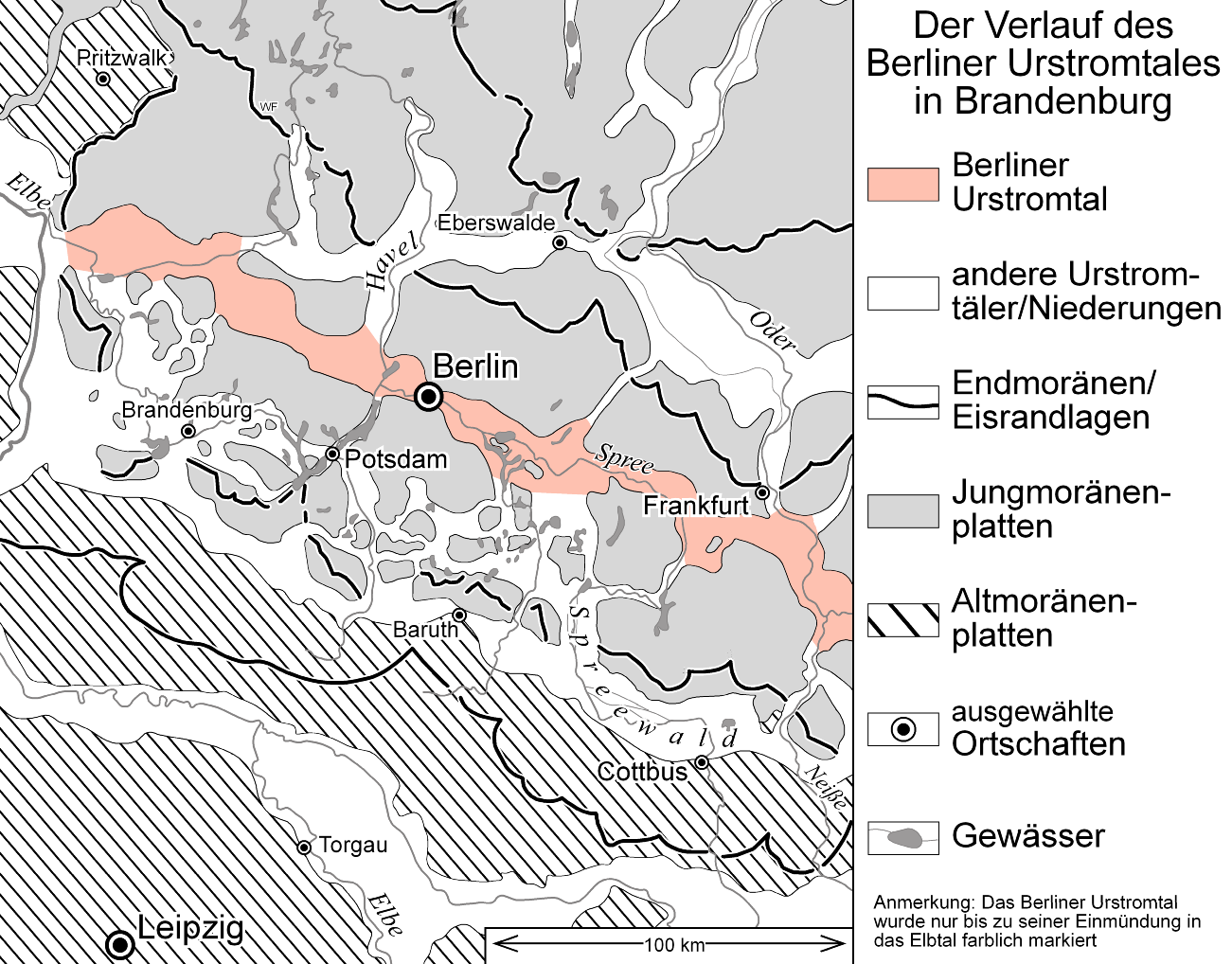
Der deutsche Teil des Warschau-Berliner Urstromtals

Das Berliner Urstromtal als Teil des Warschau-Berliner Urstromtals entstand am Ende der letzten Eiszeit, der Weichseleiszeit, vor rund 18.000 Jahren. Es war die Entwässerungsbahn der Schmelzwässer des Inlandeises zur Zeit der Frankfurter Eisrandlage, die etwas nördlich und nordöstlich von Berlin verläuft. Zusammen mit dem weiter südlich gelegenen Baruther Urstromtal bildete es sich im Brandenburger Stadium der Weichseleiszeit heraus. Auch wenn es seine Hauptformung während der Frankfurter Eisrandlage erfuhr, diente es auch noch beim weiteren Rückschmelzen des Inlandeises als Entwässerungsbahn in Richtung Nordseebecken.
Der Verlauf des Urstromtals lässt sich etwa durch die Linie Eisenhüttenstadt, Müllrose, Fürstenwalde/Spree, Berlin (Zentrum), Falkensee, nördlich von Nauen, Friesack beschreiben. Westlich des Städtchens Friesack vereinigt sich das Berliner Urstromtal mit dem Eberswalder Urstromtal, um weiter westlich bei Havelberg in das Elbe-Urstromtal einzumünden.
Das Tal wird im Norden und Süden von Platten begrenzt. Nördlich liegen die Grund- und Endmoränenplateaus Land Lebus, Barnim und Ländchen Glien, die wiederum weiter nördlich zum Eberswalder Urstromtal abfallen. Die südlichen Talbegrenzungen bilden die Beeskower Platte sowie die flachwelligen Plateaus Teltow und Nauener Platte, die alle aus eiszeitlichen Ablagerungen (vor allem Geschiebemergel und Sand) bestehen. Innerhalb des Urstromtals ragen einige kleinere Plateaus inselartig aus diesem heraus. Bekanntes Beispiel sind die Müggelberge im Südosten Berlins. An mehreren Stellen, zum Beispiel zwischen Beeskower Platte und Teltow sowie zwischen Barnim und Glien münden kleinere Urstromtalungen in das Berliner Urstromtal ein. Dort ist die Grenze des Berliner Urstromtals unscharf.
Das Urstromtal selbst wird aus mächtigen Sanden aufgebaut, die mehr als 20 Meter Mächtigkeit erreichen können. Sie sind Grundwasserspeicher und ermöglichen die Selbstversorgung Berlins mit Trinkwasser. Die Oberfläche des Tales ist im Idealfall tischeben. Lediglich vereinzelt finden sich wenige Meter höhere Terrassen. Da aber das Eis während der Weichsel-Eiszeit deutlich weiter nach Süden vorstieß, bildeten sich durch die Schmelzwassertätigkeit im Berliner Urstromtal zahlreiche Toteiskörper, die nachfolgend austauten und heute Seen und Moore bilden. Bekannt sind der Müggelsee und der Tegeler See. Andererseits wurden zum Ende der Weichsel-Eiszeit im Urstromtal ausgedehnte Dünen aufgeweht, die bis zu 30 Meter Höhe erreichen (Püttberge). Auch die jüngere Überformung durch die Spree war in einigen Teilen des Urstromtales, vor allem um Fürstenwalde, beträchtlich.
Das Landschaftsbild des Berliner Urstromtales ist zweigeteilt: Während östlich Berlins bis zur Oder aufgrund des niedrigen Grundwasserstandes Kiefernforsten vorherrschen (Ausnahme: Spreeniederung), dominieren westlich Berlins feuchte Niederungen und Moorgebiete das Erscheinungsbild.
In dem Urstromtal, das große Schmelzwasserströme abführte, fließen noch die vergleichsweise kleinen Flüsse Spree, Dahme und weiter westlich die Havel. Die Havel folgt in ihrem Verlauf einer Glazialen Rinne und quert lediglich das Urstromtal, ohne es über eine längere Strecke zu benutzen.
Urstromtäler waren im Mittelalter bedeutendere Verkehrshindernisse als Sandfelder und Moore. Die Handelswege bevorzugten Engstellen, wo das Urstromtal vergleichsweise gut zu durchqueren war. An einer markanten Engstelle des Berliner Urstromtales gründeten Händler die Städte Cölln und Berlin, und auch Müllrose und Fürstenwalde wurden an Engstellen gegründet.

## Flüsse
Die geologisch langgestreckte Form wird von vielen Flüssen genutzt, so von:
- Bzura,
- Ner,
- Warthe,
- Obra,
- Oder,
- Spree und
- Havel (als Querung).